# Paraptenomela opalescens
Paraptenomela opalescens är en skalbaggsart som beskrevs av Ohaus 1935. Paraptenomela opalescens ingår i släktet Paraptenomela och familjen Rutelidae. Inga underarter finns listade i Catalogue of Life.